# Ariel Beltramo
Ariel Seferino Beltramo (Brinkmann, 20 agosto 1969) è un ex calciatore argentino, di ruolo attaccante.

## Carriera
Nel 1989, all'età di vent'anni, esordisce nella seconda divisione argentina con la maglia del Lanús, per poi trasferirsi l'anno successivo al River Plate. Nelle file dei milionarios, Beltramo realizza 4 gol in 12 partite di campionato e la rete decisiva nella semifinale di Coppa Libertadores contro il Barcelona.
Negli anni successivi seguono esperienze nei massimi campionati di Cile, Perù, Guatemala, Colombia e Israele.
Nel 2000 Beltramo si trasferisce in Italia. Dopo aver contribuito alla promozione in Eccellenza del Francavilla, disputa sei gare con il Chieti, prima di approdare nelle Marche, dove veste nell'ordine le maglie di Camerino, Torrese, Biagio Nazzaro Chiaravalle e Ostra. Chiude la carriera con la Monteluponese nel 2009, per dedicarsi all'attività di allenatore.
Nell'estate 2008 ha anche allenato i ragazzi dell'eurocamp di Cesenatico insieme all'ex centrocampista della Juventus Massimo Bonini.

## Palmarès

### Club

#### Competizioni nazionali
- Campionato argentino: 1

River Plate: Apertura 1991
- Coppa del Guatemala: 1

CSD Municipal: 1998